# Чепино (квартал на Велинград)
Вижте пояснителната страница за други значения на Чепино.
Чепино е бивше село в Централна България, присъединено като квартал към град Велинград. Чепино е най-южният от трите квартала на града.

## История
Чепинската долина, разположена в Северозападните Родопи, отдавна е известна не само в България, но и в чужбина. Тя представлява падина образувана след дълбоки разломявания в земната кора. Падината се е напълнила с вода и се е превърнала в сладководно езеро. Тогава при земните пукнатини са бликнали горещите минерални извори. По-късно при нови катаклизми ридът Каркария се е пропукал (разцепил) и водата от езерото изтекла на север. Така се е появила долината Цепина (Чепино). От тук и името на крепостта – Цепина. Когато Иван Вазов поглежда към Чепинската долина от Алабак, казва: „Ако не видях бога, то видях най-възхитителната панорама на вътрешните Родопи. Непрекъснати вериги, гористи планини надиплени живописно една зад друга, подпират от вси страни кръгозора. Между техните клонове в една голяма дълбочина пред мене се простира от север на юг райски хубавата Чепинска долина“.
Чепино е най-старото селище в котловината. В древността е било превърнато в непревземаема крепост, заградено от всякъде с яки стени с две порти (капии) и кула. В отделни периоди от време селото е изпълнявало задълженията на център на чепинските села. Първоначално името на селото е Баня Чепино или Баня Чепинска. При избухването на Балканската война в 1912 година двама души от Баня Чепинска са доброволци в Македоно-одринското опълчение.
В 1934 година името на селото е сменено на Чепино. В 1948 година заедно с Лъджене и Каменица Чепино образува Велинград.
Чèпино – квартал на Велинград от 1948; Баня Чепино – село в България от преди 1878; преим. в Чепино с министерска заповед 2820/обн. в ДВ, бр. 109 от 14 авг. 1934; слято със Каменица и Лъжене във Велинград с постановление на МС 4/ обн. 5 февр. 1948.
Името му претърпява промени (Баня, Баня-Чепино, Чепино баня, Чепино и др.); води до грешки, защото му е дадено името на цялото краище. Селото е построено в една от най-красивите местности в Родопите; до карсто-вия извор Клептуза, лежи върху речни и чакълести наносни материали. Установено е на юж. окрайнина на Чепинска котловина, край Чеп. река – при влизането ѝ в котловината; на надм. в. 765 м; отстои от Лъжене на 2 км. Разположено на левия бряг на реката, в последните десетилетия разширено и на десния бряг; дн. кварталът е стъпил на двата бряга на реката. От изток и запад Ч. е притиснато от високи върхове, на юг започва красивия пролом на р. Бистрица (Чеп. река), на север от него се открива Чеп. корито. Дн. се развива преимуществено на север към Лъжене и вече почти е изчезнало полето от градини и ливади между двата квартала. През Ч. минава пътят Велинград – Сърница – Доспат и жп линията Септември – Велинград – Добринище. (теснолинейката)
Дн. квартал на В-д от старо време е отделно селище и се е казвал Баня – заради мин. му бани. Векове наред е носел името Бана. Споменава се в османски данъчни документи през 1576 с името Бана (от Баня). Важни сведения за Ч. намираме в Регистър за събиране на данъка зияде- и джизие от румейските вакъфи на султани, членове на султанската фамилия и на видни администратори за сметка на 1023 (11 февр. 1614 – 30 ян. 1615) – в броя на джазие ханетата от кааза Филибе, с Бане е със 137 ханета, най-много от селата в Чепини (териториално-адм. единица с център с. Баня-Чепино). Пътешественикът Огюст Винекел през 1836 г. пише за с. Баня: „Чепина – мюсюлманско село от 250 къщи“. В осм. документ от 1845 селото се споменава с името Баня. В османския регистър за десятъка на овцете в Пазарджишко през 1848 името на селото е отбелязано като Чепино Бане. През 1850 Ст. Захариев намира Баня с 350 къщи и 2100 ж., също само българи мохам. Селото се отбелязва със същото име Баня от Вилхем фон Берг – 1874, от Константин Иречек – 1883, от Константин Величков – 1885, от Никола Начов – 1890, от Христо Попконстантинов – 1890, от Иван Вазов – 1892, от Д. Т. Страшимиров през 1897, от Лука Хасъров през 1907. При първите преброявания на населението у нас: 1884, 1887, 1892, 1900, 1905 и 1910 е отбелязано с името Баня. В „Недрата на Родопите“ Ив. Вазов пише: „Аз посетих и село Баня. Села с подобни названия може би има около двадесетина в Отечеството ни, та за отличие това село го наричат още Баня Чепино или Чепинска баня“. В природно уединената и трудно достъпната Чепинска котловина не се е чувствала нужда от допълнително уточняване местонахождението на с. Баня преди Освобождението 1878 и доста време след това. Това обаче става необходимо на новите заселни-ци, за да уточнят адреса си. С течение на времето при името на селото настъпват промени. Към името му започва да се добавя и това на котловината: Баня Чепинска, по-късно Баня Чепино (Иван Батаклиев 1930 отбелязва селото с името Баня Чепино), а през два-десетте год. на 20 в. Чепино-Баня. В говора и писмената реч първата част на името – същинското име се изпуска, като остава само Чепино. Това име, утвърдено официално (1934), със заповед на М-вото на вътрешните работи и нар. здраве, остава и до днес.
Преброяването от 1884 дава общо 2095 д., от които само 20 са придошли българи христ. Броят на жителите му през 1926 нараства на 3534, от които придошли българи христ. 2221, а при преброяването през 1965 кварталът има вече 6930 ж. Население – по години (по Й. Ковачев):  Таблица 1
| Население (брой)                                                    | 1884                 | 1912                      | 1926                    | 1942                   |
| Българи-християни Българи-мохамедани Куцовласи Цигани Други Всичко: | 20 1941 - 131 3 2095 | 1275 2350 141 164 89 4019 | 2221 975 102 153 8 3534 | 2639 796 47 144 - 3626 |

## Личности
Родени в Чепино
- Лазар Белухов (1922 – 2002 г.), български летец, генерал-майор.
- Никола Хаджидаскалов (1894 – ?), македоно-одрински опълченец, четата на Георги Мяхов[3]
- Тодор Ив. Диманин, македоно-одрински опълченец, четата на Георги Мяхов[4]
- Михаил Иванов Алексиев (р. 1945 г.) – краевед-изследовател, писател, кмет на община Велинград (1983 – 1987 г.).
- Никола Спасов Кондев (1926 – 2006 г.) – кмет на община Велинград (1959 – 1964 г., 1979 – 1983 г.)
- Филип Иванов Филипов (р. 1945 г.) – кмет на община Велинград (1987 – 1990 г.)
- Крум Георгиев (Геро) Бояджиев (1929 г.-неизв.) – университетски преподавател по двигатели с вътрешно горене, общественик, професор.
- Минчо Бакалов (р. 1946 г.) – военен деец, контраадмирал, началник на Висшето военно-морско училище „Н. Й. Вапцаров“.
- Георги Теменлиев (1927 – 2010 г.) – военен деец, генерал-майор, началник на политотдела на Тила на българската армия.
- Илия Петров Гешев (р. 1931 г.) – дипломат.
- Никола Грънчаров (1914 г. – неизв.) – военен деец, генерал-майор.
- Георги Петров Калоянов (1914 г. – неизв.) – селскостопански и кооперативен деятел, общественик.
- Иван Илиев Коев (1930 – 2009) – поет, културен деятел.
- Лазар Николов Кърпачев (1924 – 1998 г.) – горско-стопански деятел.
- Иван Николов Кюлев (1926 г.) – дипломат.
- Петър Полежански (1923 – 2013 г.) – просветен и културен деец, краевед.
- Атанас Симеонов (1925 – 2001 г.) – военен деец, генерал-майор.

Починали в Чепино 
- Филип Главеев (1860 – 1933 г.), български революционер и учител
- Никола Димитров Юнчев (1932 – 2005 г.) – художествен ръководител, диригент на градски ансамбъл за народни песни и танци.
- Захари Георгиев Дошкинов (1898 – 1980 г.) – народен лекар.
- Цветан Георгиев Котев (1950 – 2018 г.) – артист.
- Павел Иванов Шантаджиев (Бакото) (1864 – 1957 г.) – музикант, герой от три войни.